# Jacob Vallan

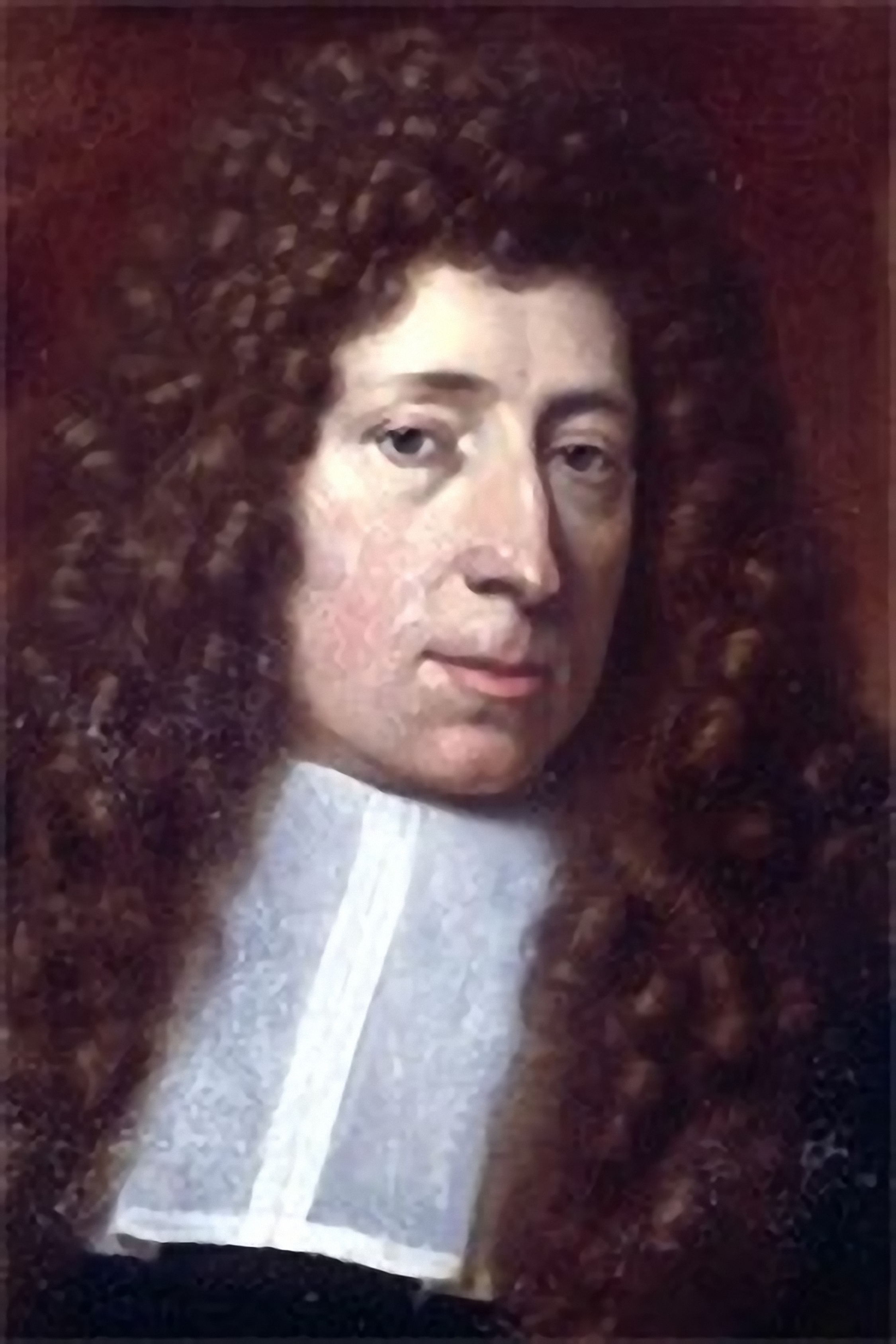
Jacob Vallan

Jacob Vallan (* 19. August 1637 in Amsterdam; † 16. Mai 1720 in Utrecht) war ein niederländischer Mediziner.

## Leben
Vallan begann am 28. September 1652 ein Studium der philosophischen Wissenschaften an der Universität Leiden. Bald aber scheint er sich mit medizinischen Studien beschäftigt zu haben und wurde am 27. Juni 1658 mit der Disputatio medica inauguralis de Angina zum Doktor der Medizin promoviert. Danach ließ er sich als Arzt in Amsterdam nieder, wo er ein Freund von Lodewijk Meijer (1629–1681) wurde und mit Baruch de Spinoza in Kontakt kam. 1669 ging er als Stadtarzt nach Leiden und übernahm nach dem Tod Frans de le Boe Sylvius einige Male die praktische Ausbildung der Ärzte an jener Hochschule und hielt neben Lucas Schacht (1634–1689) auch Vorlesungen.
Am 22. Februar 1675 wurde er von den Kuratoren der Universität Utrecht zum Professor der praktischen Medizin und Anatomie ernannt. Diese Stelle trat er am 20. Mai 1675 mit der Rede De veteri medicina an. Am 15. Februar 1680 wechselte er auf den Lehrstuhl der praktischen Medizin am Utrechter Institut. Zudem beteiligte er sich auch an den organisatorischen Aufgaben der Utrechter Akademie und war in den Jahren 1683/84, 1691/92, 1698/99 sowie 1709/10 Rektor der Alma Mater. Von seinen Schriften ist wenig überliefert, so wäre hier nur eine Dissertation De mania (Utrecht 1709) zu nennen.